# 링단 칸
링단 카안 또는 릭단 카안(몽골어: ᠯᠢᠭᠳᠡᠨ
ᠬᠠᠭᠠᠨ Ligden Qa'an, 중국어: 林丹汗, 만주어: ᠯᡳᠨᡩᠠᠨ
ᡥᠠᠨ Lindan han, 1588년 혹은 1592년 ~ 1634년 음력 윤달 8월 7일)은 몽골 북원의 카안이었다. 강력한 통합 정책과 중앙집권화를 시도하여 동몽골 왕공들의 반발에 부닥쳤다. 명나라 사서에는 림단(林丹)으로 음역되며, 다른 이름으로는 능단(陵丹)으로도 번역된다. 보얀 체첸 카안의 아들 망구스의 장남이다. 존호는 쿠툭투 카안(Хутагт Хаан)이다.
그는 지방에서 자립한 몽골 영주들을 정벌하려다가 이들의 반발을 샀고, 몽골 왕공족, 노얀들 상당수는 외할하부를 제외하고는 후금의 홍타이지에게 귀순하였다. 그는 티베트로 가려던 중 갑작스럽게 사망했는데, 머리 병 혹은 천연두로 사망했다는 설이 있다. 그의 종주권을 거부하던 외할하부의 독립 칸부는 그의 죽음을 계기로 독자세력을 형성했다.

## 칭호
릭단 카안의 정식 칭호는 릭단 쿠툭투 수투 칭기스 다이밍 서천 주구드 이 터인 부거드 일라욱치 발라 차크라바르티 다이 타이숭 텅그리인 텅그리 덜럭커이 다키니 쿠르무스타 알탄 쿠르둔 이 오르치울룩치 노문 카안(몽골어: Ligdan Qutuγtu Sutu Činggis Dayiming Sečen Jügüd-i Teyin Büged Ilaγuγči Bala Cakravarti Dai Tayisung Tengri-yin Tengri Delekei Dakin-i Qurmusta Altan Kürdün-i Orčiγuluγči Nomun Qa'an)으로, 그 의미는 “릭단, 신성하고 훌륭한 칭기스, 다이밍, 현명하고 깨달음을 얻으신 강력한 차크라바르틴, 위대한 타이숭, 신중의 신, 전 우주의 인드라, 카안”이다. 몽골어식 존호는 쿠툭투 카안(Хутагт Хаан)으로, 몽골어로 존귀한 카안이라는 뜻이다.

## 생애

### 어린 시절
보얀 체첸 카안의 손자이다. 1603년, 보얀 세첸 카안의 맏아들 망고스 메르겐(莽和克) 타이지는 요절하여, 그의 두 아들, 릭단 바아토르와 상가르지 오드한 가운데 맏이인 릭단이 카안이 되었다. 그가 태어날 무렵 몽골의 각 부의 영주들은 스스로 칸을 자처하였고, 링단은 이에 반감을 품게 되었다. 이때 카안이 지배하는 차하르 투멘은 시라무룬허 상류에 유목하고 있었다. 릭단은 우선 남부 할하의 왕공들과 동맹을 맺고 중국을 약탈하여, 1620년 명나라로부터 40,000냥을 받아냈다. 즉위 과정에서 그의 숙부들의 반발로 내홍을 겪기도 했다.
그는 굉장한 싸움꾼으로 알려져 주위에서 두려워하였다. 그러나 몽골의 여러 부족의 노얀, 타이지들은 각자 자신의 영토에서 자립했고, 링단 카안에 대한 종주권 인정을 거부했다. 링단은 이 제 부족들을 공격, 회유했고 일부 몽골 부족은 링단을 거절하고 후금에 귀부한다.

### 즉위 초
몽골원류에는 등장하지 않으나, 그가 대칸위를 물려받을 당시 차하르부에는 흉년과 기근이 계속되었다. 링단의 권력은 차하르 투멘에서만 가능했고, 할하부와 오이라트족은 더 이상 그의 권위에 복종하지 않았다. 링단은 차하르의 차간 바이싱에 새로운 수도를 건설하고 불교 수도원 건설, 티베트 문학 번역 및 명나라와의 무역을 촉진하였다.
우익의 세 투멘은 링단 칸에 대한 충성을 맹세했다. 링단 칸은 몽골 우익 세 만호를 초로스부 출신 타부난, 좌익 세 만호를 시루구눅 두구렝에게 맡겨 관리하게 하고, 노문 아르슬랑 등의 노얀들로 하여금 정무를 주관하게 했다. 이데르 아르살란, 툴룬 치닥치 등을 관료들이 보좌하게 했으며, 두 소남을 비롯한 3백 용사로 하여금 도성을 지키게 했다. 그는 투메드부, 하르친부 등의 정벌을 추진한다.
즉위 초 링단은 다이칭의 휘하 4개 밍간의 속민을 모두 빼앗아 취하였다. 부얀의 동생 다이칭은 대칸의 자리를 노렸으나 실패했다. 다이칭은 아들 6명과 비롯한 가솔을 데리고 피신, 하르친부로 피신했다. 후에 링단이 하르친을 공격하자 다이칭의 아들들은 다시 가솔들을 이끌고 후금에 투항했다. 링단은 남부 할하의 왕자 바아린, 자루드와 동맹을 맺고, 명나라의 변방을 공격, 원정에 부분 성공했다.

### 누르하치, 홍타이지와의 대립
그러나 릭단의 치세는 누르가치의 것과 거의 동시대였다. 1593년에 눈강 유역의 하르친 몽골 부락은 예허, 하다, 울라, 호이파와 연합하여 누르가치를 공격하였다 대패하였다. 1606년에 내몽골 할하의 수령 5명은 누르가치의 세력에 투항하며 그에게 '퀸두렌 카안'이라는 칭호를 바친 바 있었다. 누르하치는 4개의 여진 연맹을 차례로 정복해나갔고, 1619년, 마침내 최후의 예허가 정복 당하며 모든 여진인들이 누르가치의 세력권에 들어가게 되었다. 릭단 카안은 이를 계기로 누르가치와 접촉하게 되었다. 1618년 링단 칸은 명나라로부터 화폐 보조를 받는 대가로 여진족의 공격으로부터 명나라 북부 국경을 방어하기로 약속, 동맹 조약을 체결했다.
특히 1621년 누르가치의 군대가 선양과 요양 지역을 휩쓸자, 차하르 투멘은 누르가치의 세력과 완전히 접하게 되었다. 1622년 차하르 부락의 오로드 부족이 릭단을 버리고 누르가치에게 투항했다. 1623년에 누르가치는 내몽골 할하 투멘을 공격하여 자루드부의 수령 앙가를 살해한다. 그러자 1624년, 자루드 부족의 수령 엥게데르는 누르가치에게 투항하며, 누르가치의 동생 슈르가치의 딸과 결혼했다. 또, 코르친의 수령 오바는 여진족과 동맹을 맺고 反차하르 동맹을 선언했다. 1624년에 링단 칸은 하르친에 대한 징벌적 원정에 착수했지만 남부 몽골 군주들을 돕기 위해 누르가치가 보낸 여진족 군대가 접근하자 후퇴할 수밖에 없었다.
1625년 릭단은 즉각 군대를 이끌고 코르친을 침공한다. 오바로부터 도움을 요청받은 누르가치는 5천명의 여진 병사를 보냈다. 릭단 카안은 이미 코르친의 성채를 공성중이었으나, 누르가치의 군대가 접근한다는 소식을 듣고는 곧장 퇴각한다. 1626년에 여진족 군대는 다시 할하의 바른 부족을 공격해 그 수령 가운데 하나인 낭눅을 살해하고, 시라무룬허까지 진군했다. 이때 오바는 다시 누르가치를 방문하여, 슈르가치의 딸과 결혼하며, 누르가치에게서 투시예투 칸 칭호를 받았다. 이 해에 누르하치가 죽고 그의 아들 홍 타이지가 그 뒤를 이었다.
홍 타이지는 할하에 대한, 특히 자루드와 바린 부족에 대한 공세를 이어갔다. 이제 점점 더 많은 부족들이 릭단 카안을 버리고 홍 타이지에게로 투항하는 중이었다. 상황이 이렇게 되자, 릭단의 중앙집권화 시도에 반발한 모든 부락들이 반란을 일으켰다. 우익 3투멘과 남 할하는 동맹을 맺고 릭단을 공격했다. 릭단은 이들을 격파했으나, 서천하여 재기를 노리기로 하였다.

### 몽골 통합 시도와 실패
1627년, 차하르 카안은 전군을 이끌고 다싱안링산맥을 넘었다. 그곳에서 릭단 카앙은 투메드 부를 복속시키고 오르도스 지역을 장악한다. 그는 이를 기반으로 하여 강력한 몽골 통합 정책과 대명경제의 확대를 시도하였다. 그러나 결과적으로 대명 경제는 오히려 감소하였고 통합은 실패하였다. 게다가 명 변경 약탈도 내부 통합체제가 공고하지 않은 상태에서 성공을 거두기 힘들었다. 후금과 몽골의 연맹이 동부 지역을 위협하고 있었던 점도 릭단 칸의 상황을 불안정하게 했다. 그는 투메드부의 칸 직위를 폐지하고 영지를 몰수했고, 오르도스를 공략하여 축출하고 지농직을 폐지했다. 게다가 릭단이 이끌고 온 부락민들로 인해 초원의 지력이 쇠퇴하여 기아마저 돌고 있는 와중에 홍타이지, 할하, 호르친 동맹군이 릭단을 목표로 한 원정에 나섰다는 소식이 들리자 릭단은 다시 칭하이 지역으로 이동하여 종교적 권위를 이용하여 통합체제를 유지하려 했다.
1627년 남부 몽골의 왕공족은 링단 칸에 대항하여 반란을 일으켰다. 반란을 일으킨 왕자들은 링단 칸에 맞서 나섰지만 자오헨 전투에서 패배시켰다. 명나라 황제가 후금으로부터 변방을 지키는 대가로 약속한 돈 지급을 거부하자 링단 칸은 중국 북부 지역에 대한 군사 공격을 개시했고, 이에 따라 명나라에서는 베이징은 조약을 연장하고 그에 대한 지불금을 인상해야 했다. 이 전투에서 링단 칸 역시 1만 명의 병사를 잃었다. 이어 남부 왕공족들을 최종 패배시켰지만, 남부 몽골의 왕공족은 다시 후허하오터에서 링단 칸의 차하르부 군대 7천명을 궤멸시켰다. 투메드부의 부셰그트의 아들 에무부는 청나라에 투항하고, 오르도스부의 부셰그트 역시 청나라에 투항한다.
티베트 불교를 보호한 그는 자신을 쿠빌라이의 전생(轉生)으로 자처하며 여러 곳에 사원을 건설하고 대장경의 번역사업도 추진했다. 하지만 릭단 칸의 통합 압력을 받은 근처 오르도스와 투메트는 릭단 칸 아래로 들어가는 것보다는 홍타이지에게 충성하는 쪽을 선택했다. 그는 외할하 북부 튀밍겐부의 촉투 타이지에게 사자를 보내, 그와 함께 쿠빌라이 카안 시대의 사캬파 종단을 부활시키려 했다. 이 일환으로 사캬파 종단의 샤리바 쿠툭투를 몽골 초빙하여, 그의 설법을 듣고 마하칼라의 화신이라 선언하였다.

### 생애 후반
그는 샤카 파(派) 라마 불교를 신봉하여 이를 포교하여 다시 몽골의 사상적 재통일을 꾀하려 했으나 실패했다. 그는 불교 경전의 몽골어 번역을 지원, 장려하였다.
릭단 카안의 이러한 시도에 대해 차하르에 통합되어 있던 각 유목조직은 자신들의 이익에 따라 행동했다. 일부는 릭단 카안을 따라 칭하이로 이동해 갔고, 일부는 따라가지 않았으며, 또 일부는 따라가다가 중간에 되돌아왔다. 그러나 릭단 카안이 오르도스를 떠나 다시 서천한 이후의 구체적인 행적은 알려져 있지 않다. 다만 명의 변경을 약탈하는 모습을 간간히 보였다. 그는 촉투 타이지 등과도 연대하려 했으나 실패한다.
1632년부터 1634년에 차하르부의 영토 대부분이 후금과 후금에 투항한 몽골 연합군대에 의해 점령되었다. 릭단 칸은 오르도스로 피신했다. 릭단은 쾨게노르(푸른 호수라는 뜻)로 퇴각했다가 티베트로 가던 중 1634년 8월 7일 지금의 간쑤성에서 갑작스러운 천연두와 뇌질환로 사망했다. 청실록의 청태종실록에 의하면 음력 윤달 8월 7일 차하르부의 링단 칸이 머리 병에 걸렸으며, 초원에서 죽었다 한다. 일설에는 그가 저주를 받고 죽었다는 전설도 전한다.

### 사후
그의 사후 링단 칸의 편에 섰던 몽골의 왕공족은 후금의 홍타이지에게로 투항했다. 1634년 11월 9일 후금으로 투항한 몽골의 왕공족 3명이 홍타이지에게 링단 칸의 사망 소식을 전했다. 북할하 코토고이드칸부의 옴부 에르데니는 러시아에 서신을 보내 링단 칸의 사망 소식을 전하고 러시아제국의 차르에게 자신의 일족을 보호하는 대가로, 충성을 맹세했다.
1635년 6월 릭단의 가족들은 만주 군대에 항복했다.
링단 칸이 사망한 후, 북원은 사실상 4개 부락이 자립, 분열되었다. 서쪽의 다른 알탄칸의 할하부, 알탄의 사촌 라이코르 칸의 자삭투부, 아바타이가 세운 투시예드 칸부, 다얀 칸의 증손자 솔로이가 세운 세첸칸부가 각각 자립하였다. 이들은 스스로 칸을 자처했으나 청나라 홍타이지에게 조공을 보내고, 곧 스스로 항복하였다. 릭단의 어머니와 처, 아들 에제이는 1636년 후금의 홍타이지에게 투항하고, 원나라 때부터 전해진 대원전국새를 홍타이지에게 바쳤다. 1636년 3월 남부 몽골의 16개 아이막과 49개의 부족장들이 후금의 홍타이지에게 귀순했다.
그의 사후 혹은 사망 직전 유복자 아들 아부나이가 태어났으며, 아부나이의 아들 부르니(布爾尼)와 롭상(羅卜藏)이 청나라에 대항하여 반란을 일으켰으나 곧 순치제의 군대에 의해 진압되고, 부르니와 그의 아부나이는 처형되었다. 에제이 콩고르의 후손은 전하지 않으며, 1675년 처형당한 부르니의 아들, 롭상의 아들들 외에도 보르니의 아들 사라다이의 후손이 현재 전한다고 한다.

## 중앙집권화 개혁
릭단은 2명의 관리를 통해 좌익과 우익의 투멘들을 통치하려 시도했다. 최소 이 가운데 한명은 보르지긴 씨족이 아니였다. 또, 300명의 단위의 부대를 조직하고, 궁정 귀족도 구성하였다. 이를 위해 종교적 권위도 세우려 노력했는데, 북 할하의 촉토 타이지와 연대하여 쿠빌라이 시대의 사캬파 종단을 부활시키려 했다. 이 일환으로 사캬파 종단의 샤리바 호톡토를 초빙하여, 마하칼라의 화신으로 대우했다. 1628년부터 그 이듬해의 기간에는 몽골어로 번역된 간주얼을 하나로 엮었다. 개인적으로는 칭기스 칸, 신들 중의 신, 인드라의 화신을 자칭했다.